# Ciherangjaya
Ciherangjaya is een bestuurslaag in het regentschap Pandeglang van de provincie Banten, Indonesië. Ciherangjaya telt 1672 inwoners (volkstelling 2010).